# Videomosaic

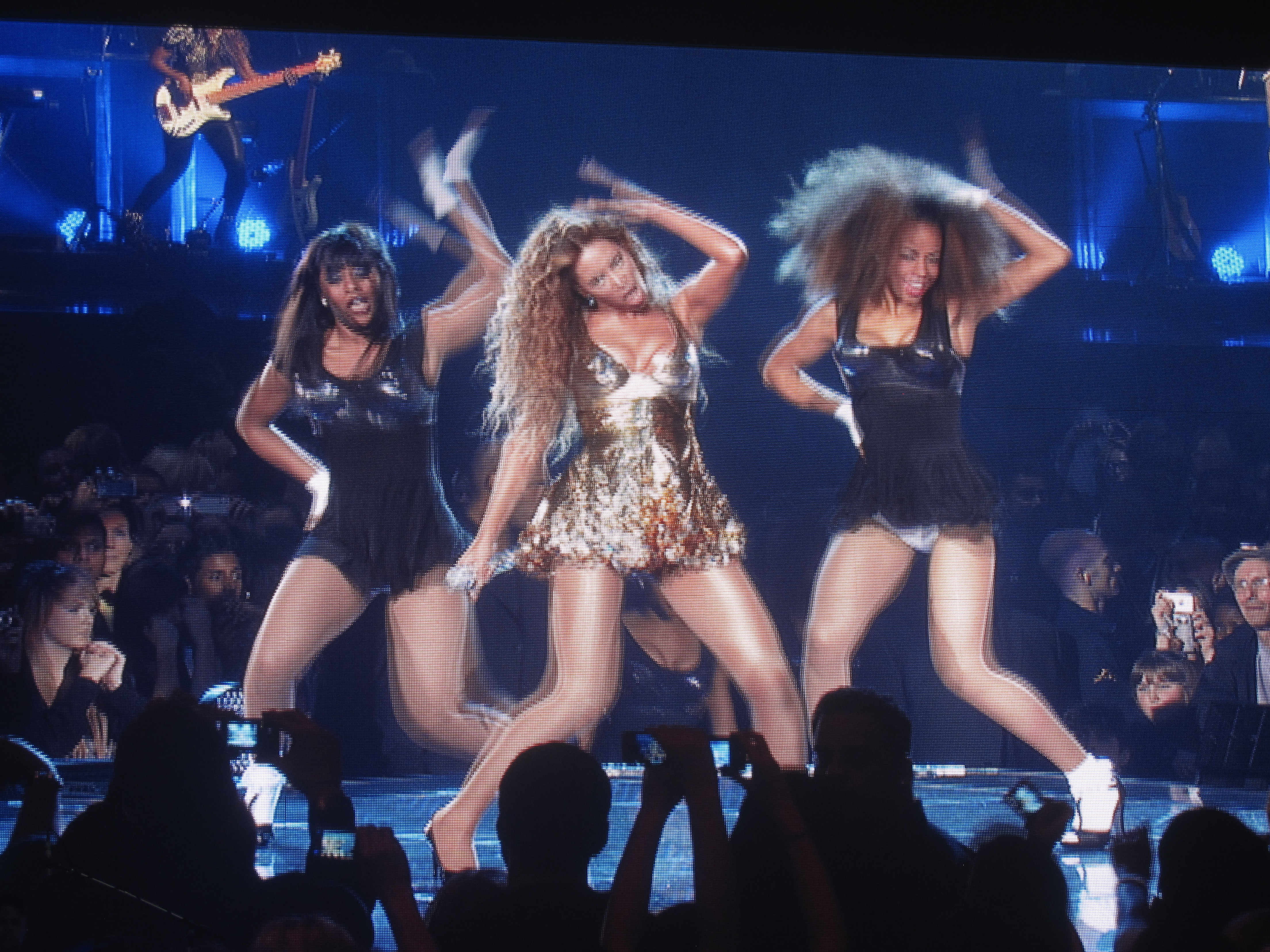
Pantalla leds

Un videomosaic (del francès «mosaïque vidéo» o «vidéomosaïque» i comunament anomenat «videowall» de l'anglès, literalment «mur de vídeo»), és una multi-pantalla de vídeo que es compon de diversos pantalles, projectors de vídeo, aparells de televisió o de panells de leds junts, per formar una única gran pantalla. Aquestes pantalles estan penjades en parets en general, o suportades per estructures dissenyades per aquest fi, repartint la imatge en parts proporcionals als monitors que les componen, tenen bisells estrets per tal de minimitzar els muntants - la bretxa entre les zones de visualització activa - i es construeixen amb capacitat de servei a llarg termini. Aquestes pantalles contenen sovint el necessari per apilar més pantalles, juntament amb connexions per poder enviar el senyal de vídeo, i els senyals de control entre pantalles. Un senyal de control pot, per exemple, activar totes les pantalles del mur de vídeo o desactivar-les, també es pot calibrar la brillantor d'una sola pantalla després de seleccionar-la prèviament.